# Jovibarba
Jovibarba és un petit gènere de plantes de flors que pertany a la família de les Crassulaceae. El nom del gènere vol dir "barba de Júpiter". Actualment The Plant List només llista una espècie acceptada, J. preissiana.

## Taxonomia
El gènere fou descrit por (DC.) Opiz i publicat a Seznam Rostlin Kvĕteny České 54. 1852.

### Espècies seleccionades
- Jovibarba allionii és un sinònim de Sempervivum globiferum subsp. allionii (Jord. i Fourr.) 't Hart i Bleij.
- Jovibarba arenaria és un sinònim de Sempervivum globiferum subsp. arenarium (W.D.J.Koch) 't Hart i Bleij.
- Jovibarba globifera i J. globiferum són sinònims de Sempervivum globiferum L.
- Jovibarba heuffelii és un sinònim de Sempervivum heuffelii Schott.
- Jovibarba hirta és un sinònim de Sempervivum globiferum subsp. hirtum (L.) 't Hart i Bleij.
- Jovibarba preissiana Omelczuk i Chopik és l'única espècie acceptada actualment al gènere (sinònim: Jovibarba hirta subsp. glabrescens). Hàbitat: Muntanyes Tatras a Polònia i Eslovàquia.